# Jacques Péron

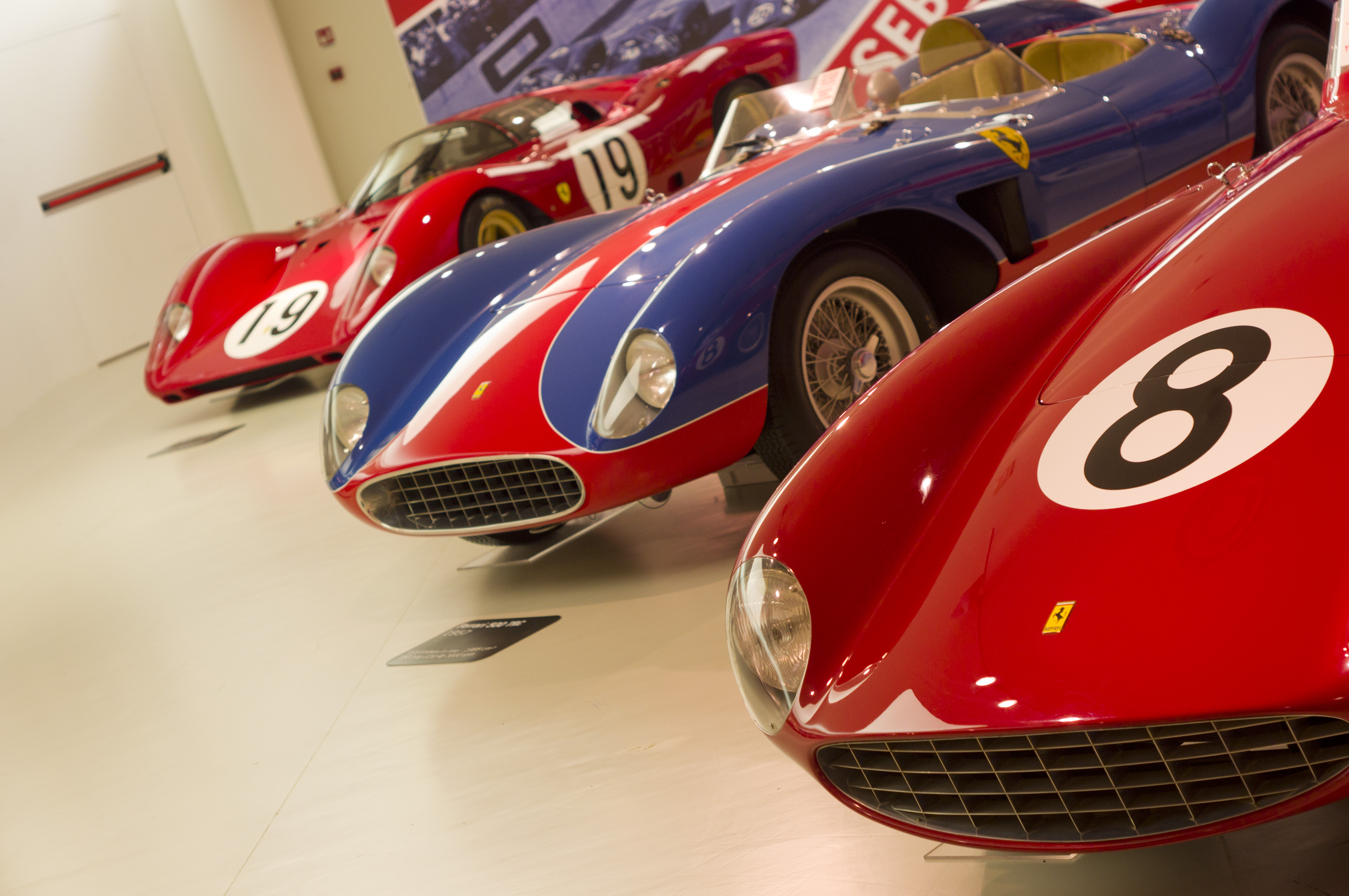
Der Ferrari 500TRC (blau in der Mitte des Bildes) mit Jacques Péron beim 24-Stunden-Rennen von Le Mans 1957 am Start waren

Jacques Henri Jules Péron (* 8. September 1912 in Paris; † 10. Oktober 1988 in Saint-Germain-en-Laye) war ein französischer Autorennfahrer.

## Karriere im Motorsport
Jacques Péron war in den 1950er-Jahren sowohl als Rallyefahrer als auch als Rundstreckenpilot aktiv. Seine größten Erfolge im Rallyesport waren die Gesamtsiege bei der Rallye Marokko 1951 und 1953. 1951 war er Copilot von Jean Lucas im Ferrari 212; 1953 Copilot des Belgiers Paul van de Kaart auf einem Porsche 356 1300. Als Fahrer siegte er 1956 bei der Rallye de Forêt und 1957 bei der Algerien-Rallye.
Als Rundstreckenpilot war der vor allem bei der Tour de France für Automobile erfolgreich. 1953 gewann er das 2510 km lange Straßenrennen von seiner Heimatstadt Nizza nach Brest auf einem Osca MT4 1100. 1951 beendete er die Tour als Zweiter; 1954 als Dritter. Dazu kamen ein vierter Rang 1958 gemeinsam mit Harry Schell und ein Fünfter 1957 mit Georges Burggraff. Das 12-Stunden-Rennen von Casablanca 1952 endete für ihn ebenfalls im Spitzenfeld; mit Jean Lucas wurde er Zweiter im Ferrari 225S.
Beim 24-Stunden-Rennen von Le Mans war er dreimal am Start. Zwei Einsätze endeten nach einem Ausfall vorzeitig, 1951 ging er als Gesamtneunter durchs Ziel.

## Statistik

### Le-Mans-Ergebnisse
| Jahr | Team                | Fahrzeug           | Teamkollege        | Platzierung | Ausfallgrund |
| ---- | ------------------- | ------------------ | ------------------ | ----------- | ------------ |
| 1951 | Norbert-Jean Mahé   | Ferrari 212 Export | Norbert-Jean Mahé  | Rang 9      |              |
| 1954 | Automobili O.S.C.A. | Osca MT4 1500      | Francesco Giardini | Ausfall     | Unfall       |
| 1957 | Fernand Tavano      | Ferrari 500TRC     | Fernand Tavano     | Ausfall     | Motorschaden |

### Einzelergebnisse in der Sportwagen-Weltmeisterschaft
| Saison | Team           | Rennwagen      | 1   | 2   | 3   | 4   | 5   | 6   | 7   |
| ------ | -------------- | -------------- | --- | --- | --- | --- | --- | --- | --- |
| 1953   | Jacques Péron  | Osca MT4       | SEB | MIM | LEM | SPA | NÜR | RTT | CAP |
| 1953   | Jacques Péron  | Osca MT4       |     |     |     | DNF |     |     |     |
| 1954   | Osca           | Osca MT4       | BUA | SEB | MIM | LEM | RTT | CAP |     |
| 1954   | Osca           | Osca MT4       | DNF |     |     |     |     |     |     |
| 1957   | Fernand Tavano | Ferrari 500TRC | BUA | SEB | MIM | NÜR | LEM | KRI | CAR |
| 1957   | Fernand Tavano | Ferrari 500TRC |     | DNF |     |     |     |     |     |